# Threshold
Threshold je v pořadí šesté studiové album heavy metalové skupiny HammerFall vydané 18. října 2006 u Nuclear Blast.
Nahrávání probíhalo v Lundgard Studios v Dánsku s producentem Charliem Bauerfeindem. Obal alba vytvořil Samwise Didier.
6. srpna 2006 vyšel singl The Fire Burns Forever a 22. září singl Natural High. K oběma singlům byl natočen videoklip.

## Seznam skladeb
1. "Threshold" (Dronjak/Cans) – 4:43
2. "The Fire Burns Forever" (Dronjak/Cans) – 3:20
3. "Rebel Inside" (Dronjak) – 5:32
4. "Natural High" (Dronjak/Cans) – 4:13
5. "Dark Wings, Dark Words" (Dronjak/Cans) – 5:01
6. "Howlin' with the 'Pac" (Dronjak/Cans) – 4:04
7. "Shadow Empire" (Dronjak/Cans/Elmgren) – 5:13
8. "Carved in Stone" (Dronjak/Cans) – 6:10
9. "Reign of the Hammer" (Elmgren) – 2:48
10. "Genocide" (Dronjak/Cans/Elmgren) – 4:41
11. "Titan" (Dronjak/Cans) – 4:24

## Sestava
- Joacim Cans – zpěv
- Oscar Dronjak – kytara
- Stefan Elmgren – kytara
- Magnus Rosén – baskytara
- Anders Johansson – bicí